# Te Rauparaha
Te Rauparaha, né dans la décennie 1760 à Kawhia ou bien à Maungatautari et mort en 1849, était un chef de l’iwi māori Ngāti Toa, en Nouvelle-Zélande. Il demeura célèbre à la fois en tant que chef de guerre, ayant conquis une large partie de la Nouvelle-Zélande dans les années 1820 et 1830 pendant les Guerres des mousquets, et en tant qu'auteur du haka Ka mate.

## Débuts de sa carrière militaire
Te Rauparaha était le fils de Werawera, des Ngāti Toa, et de Parekowhatu, des Ngāti Raukawa (en). Appartenant aux bas rangs de la noblesse héréditaire, il devient l'un des dirigeants de son iwi paternelle en faisant preuve de talents guerriers. Il mène entre autres une expédition qui affronte avec succès des iwi du Waikato dans les territoires disputés de Kawhia, et mene également une attaque contre Whangaroa pour venger la mort de ses nièces et d'autres membres de l’iwi Ngāti Toa. Il participe par la suite à plusieurs autres combats inter-tribaux, et tue lui-même Te Aho-o-te-rangi, un chef de Waikato.
Il est présent lors du décès de Hape-ki-tu-a-rangi, chef des Ngāti Raukawa (en), et est le seul à répondre lorsque le chef mourant demande un volontaire pour lui succéder. Te Rauparaha prend ainsi la tête de cet iwi, et épouse Te Akau, veuve de Hape-ki-tu-a-rangi.
En 1816, les Ngāti Rahiri attaquent les Ngāti Toa. La paix est rétablie deux ans plus tard, mais à cette époque des mousquets d'origine européenne commencent à faire leur apparition dans la région. En 1819, Te Rauparaha prend part à une attaque contre les Ngāti Maru-whara-nui à Taranaki. Les Ngāti Toa, armés de mousquets, prirent les pa (fortifications) de leurs ennemis.

## Défaite et migration
Vers 1820, Marore, la première femme de Te Rauparaha, fut tuée dans le Waikato tandis qu'elle assistait à un enterrement. Furieux, Te Rauparaha et la famille de son épouse décédée tuèrent en représailles un chef du Waikato sur un chemin que chacun devait, selon les accords existants, pouvoir traverser sans crainte. La riposte ne se fit pas attendre ; plusieurs milliers de guerriers du Waikato attaquèrent les Ngāti Toa et leur infligèrent de cinglantes défaites. C'est à cette occasion que Te Rauparaha composa le haka Ka mate. Craignant pour sa vie (« Ka mate ! Ka mate ! » signifie « Je meurs ! Je meurs ! »), il fut caché dans un trou par Te Wharerangi et son épouse Te Rangikoaea. Lorsque ses poursuivants se furent éloignés, il se serait exclamé : « Ka ora, ka ora! Tenei te tangata puhuruhuru nana nei i tiki mai whakawhiti te ra! » (« Je vis, je vis ! Car c’est cet homme poilu qui a ramené le soleil et a permis qu’il brille à nouveau ! »)
Les Ngāti Toa, vaincus, prirent la fuite et migrèrent vers le sud, se réfugiant sur les terres de leurs alliés Ngāti Tama. Pourchassé par les forces du Waikato, Te Rauparaha rusa, étendant ses campements, allumant de nombreux feux et s'adressant à des guerriers imaginaires pour faire croire à ses poursuivants qu'il demeurait à la tête d'une armée importante. Les guerriers du Waikato attaquèrent néanmoins les Ngāti Toa en fuite à Motunui, fin 1821 ou début 1822. Te Rauparaha et ses guerriers résistèrent à l'assaut, puis Te Rauparaha avertit ses ennemis que les Ngāti Tama les attendaient en embuscade plus au nord. Cette victoire et cette information délivrèrent les Ngāti Toa de la menace Waikato.

## Conquêtes et expansion
La migration de l’iwi vers le sud se poursuivit. Ils atteignirent le fleuve Manawatū. Il y eut plusieurs conflits avec les habitants de la région, qui s'accentuèrent lorsque les Muaupoko invitèrent Te Rauparaha et sa famille à un festin, puis tentèrent de l'assassiner, et tuèrent trois de ses enfants. En représailles, les Ngāti Toa attaquèrent et prirent un pa des Muaupoko, massacrant ses résidents. Au cours des années qui suivirent, les Ngāti Toa s'imposèrent par la force dans le sud de l'Île du Nord.
En 1827, Te Rauparaha se mit à commercer avec des marchands européens de passage, et devint, pour ses alliés, la principale source d'accès aux mousquets.
En 1830, Te Rauparaha visita Sydney, où il rencontra le missionnaire Samuel Marsden. De retour en Nouvelle-Zélande, il poursuivit les guerres contre les tribus voisines, et, au milieu des années 1830, avait permis au Ngāti Toa et à leurs alliés de contrôler le sud-ouest de l'Île du Nord et la majeure partie de la moitié nord de l'Île du Sud.

## Rapports avec les colons blancs
En octobre 1839, Te Rauparaha vendit une partie des terres de sa tribu au Colonel britannique William Wakefield (en), de la New Zealand Company.
Le 14 mai 1840, il signa le Traité de Waitangi.
Au début des années 1840, des disputes éclatèrent entre Te Rauparaha et des colons blancs, lorsque ces derniers occupèrent des terres que Te Rauparaha affirmait ne pas avoir vendues. Allié à Te Rangihaeata, il s'opposa à leur venue, et les autorités coloniales locales tentèrent de l'arrêter. Les Maori tuèrent les colons blancs en armes qui tentèrent de s'emparer de lui en 1843. Par la suite, Te Rauparaha évita tout conflit avec les Britanniques, et, en 1844, le Gouverneur Robert FitzRoy déclara qu'il ne pouvait être blâmé pour la mort des colons, puisque ceux-ci avaient été les agresseurs.
En mai 1846, dans un contexte de conflits entre Blancs et Maori, le Gouverneur George Grey décida de faire arrêter Te Rauparaha au cas où celui-ci se révélait être une menace, bien qu'il n'ait participé à aucun conflit depuis trois ans. Te Rauparaha fut arrêté par des soldats britanniques, et maintenu en détention sans être inculpé pendant dix mois. Il fut ensuite libéré, mais contraint de demeurer à Auckland jusqu'à ce qu'il lui soit permis, en 1848, de rejoindre les siens à Otaki. Il y vécut jusqu'à sa mort le 27 novembre 1849. Il fut enterré selon les rites chrétiens, bien qu'il ait toujours refusé de se convertir au christianisme.

## Synthèse
Steven Oliver remarque, dans le Dictionary of New Zealand Biography :

« Te Rauparaha était un grand dirigeant tribal. Partant de la défaite à Kawhia, il emmena sa tribu à la conquête de nouveaux territoires dans le centre de la Nouvelle-Zélande. En tant que chef guerrier, il connut de grands succès. Les tribus qu’il vainquit attribuent ses victoires au fait que les Nagti Toa étaient armés de mousquets, plutôt qu’au génie militaire de Te Rauparaha. Mais s’il ne les avait pas dirigés, il est peu probable que les Ngati Toa aient tenté la grande migration, ou qu’ils aient saisi les occasions qui s’ouvraient à eux. Ayant fait cela, ils modifièrent à jamais la structure tribale de la Nouvelle-Zélande. »

Pour l'Encyclopédie néo-zélandaise de 1966, il fut « responsable des plus grands massacres du début du dix-neuvième siècle ».

## Sources
- (en) "Te Rauparaha", Dictionary of New Zealand Biography
- (en) "Te Rauparaha's Feats", Encyclopedia of New Zealand, 1966
- (en) "Wars with Ngāti Toa", Te Maire Tau, Te Ara Encyclopedia of New Zealand, 4 avril 2008